# Catálogo de Galaxias Principales
El Catálogo de Galaxias Principales (PGC) original es un catálogo astronómico publicado en 1989 que contiene la información principal (morfología, magnitud, ascensión recta, declinación y velocidad radial) de 73.197 galaxias. Fue compilado por G. Paturel y L. Bottinelli de la Universite de Lyon y L. Gouguenheim del Observatoire de Paris.

## Actualización
En el año 2003 el catálogo PGC fue actualizado por Georges Paturel, Chantal Petit, Philippe Prugnel, Gilles Theureau, Marianne Brouty, Pascal Dubois y Laurent Cambresy.
 
El catálogo PGC2003 incluye en su base de datos 983.261 galaxias de magnitud B aproximadamente menor a 18.

## Otros catálogos astronómicos
- Catálogo Índice
- Catálogo General
- Catálogo Messier
- Nuevo Catálogo General
- Nuevo Catálogo General Revisado
- Catálogo General Upsala